# Cuzcurrita de Río Tirón
Cuzcurrita de Río Tirón is een gemeente in de Spaanse provincie en regio La Rioja met een oppervlakte van 19,17 km². Cuzcurrita de Río Tirón telt 506 inwoners (1 januari 2016).

## Demografische ontwikkeling

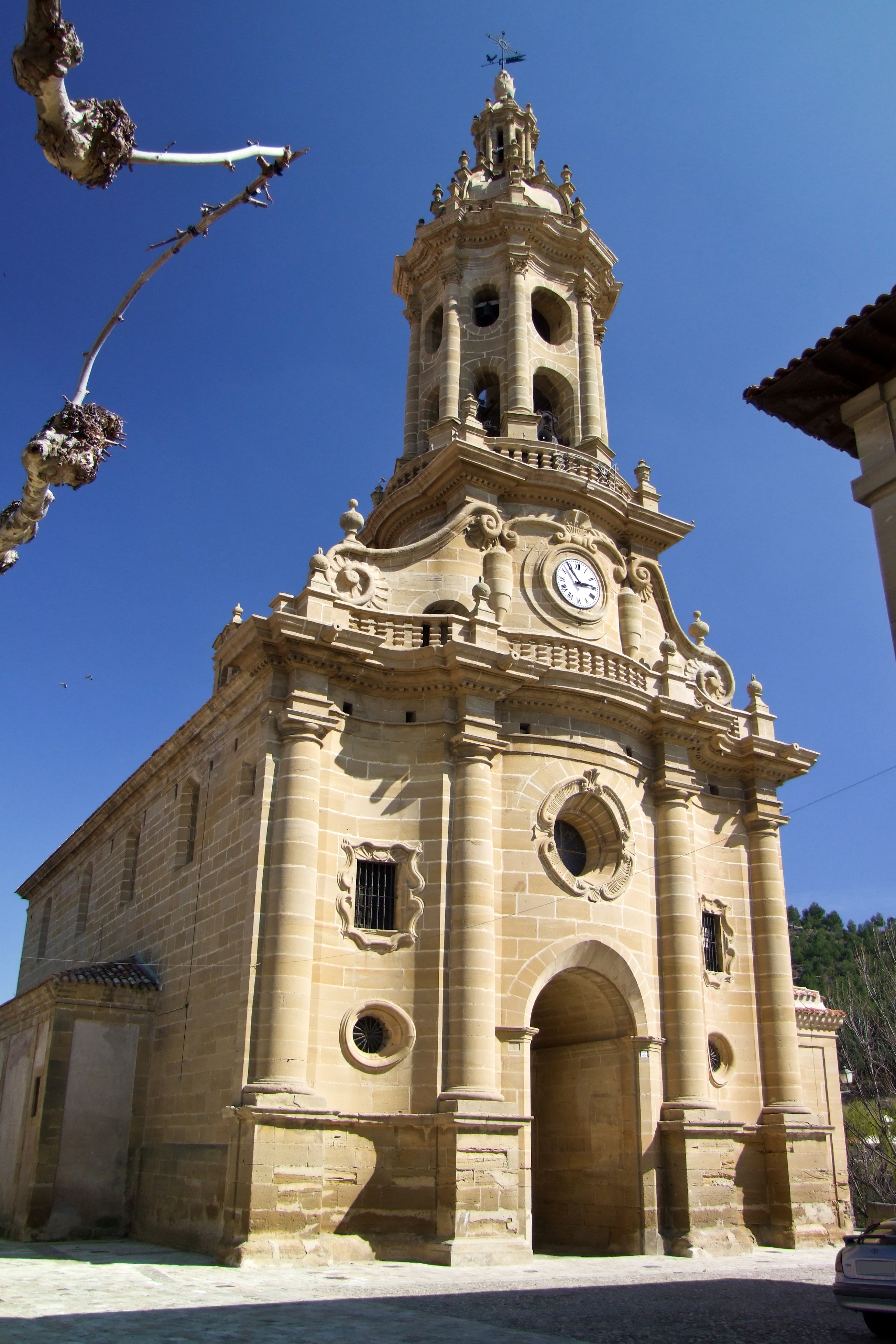
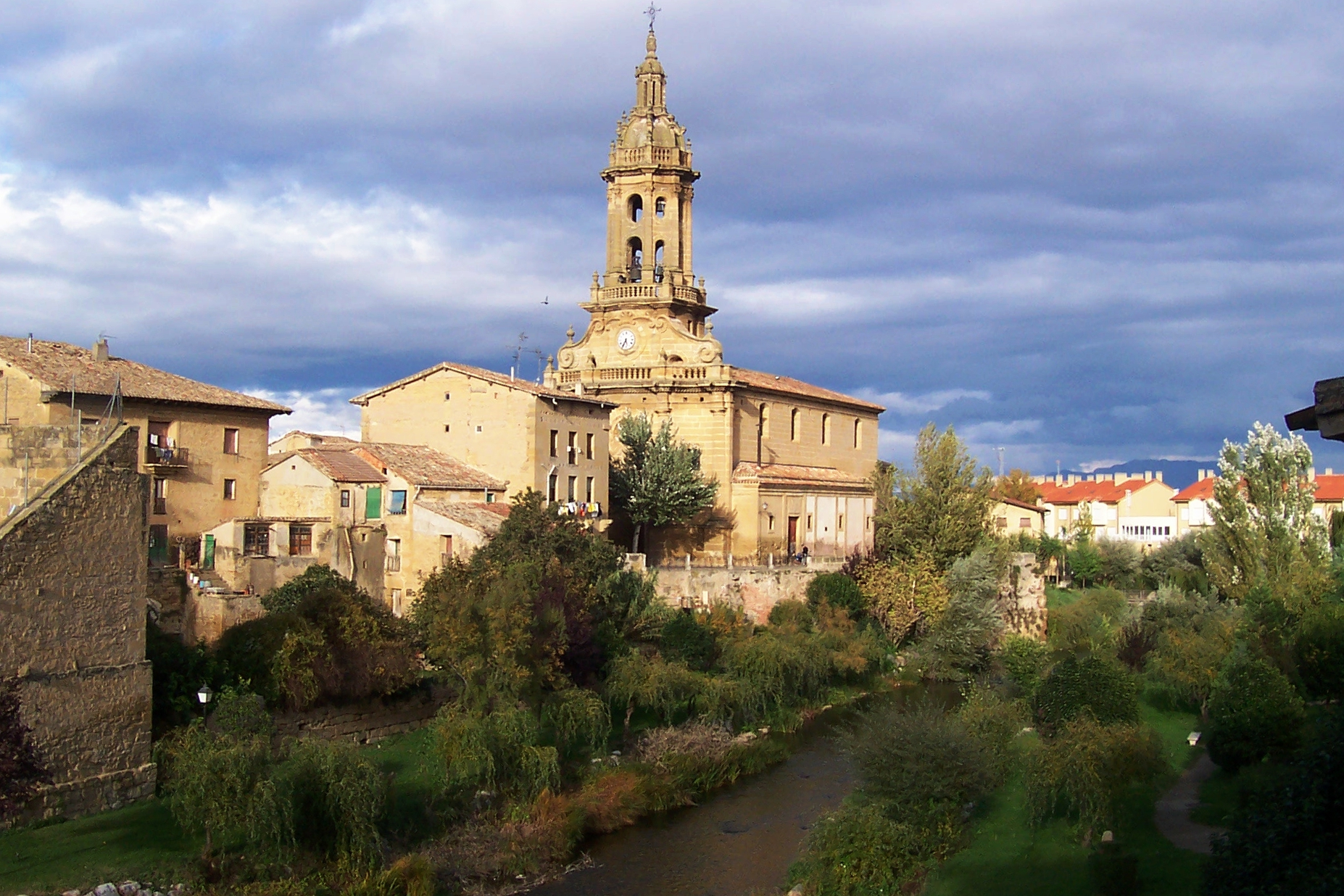
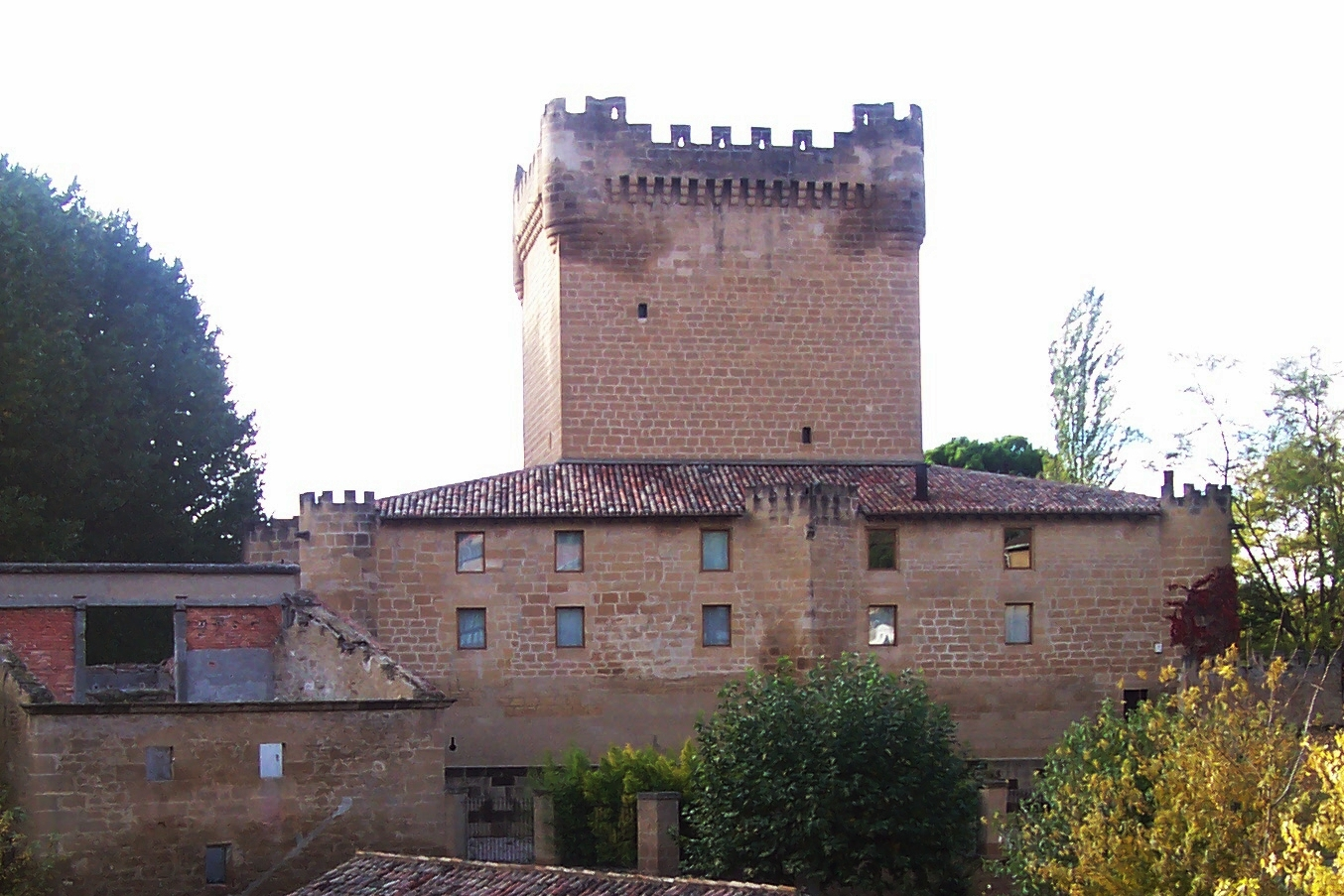
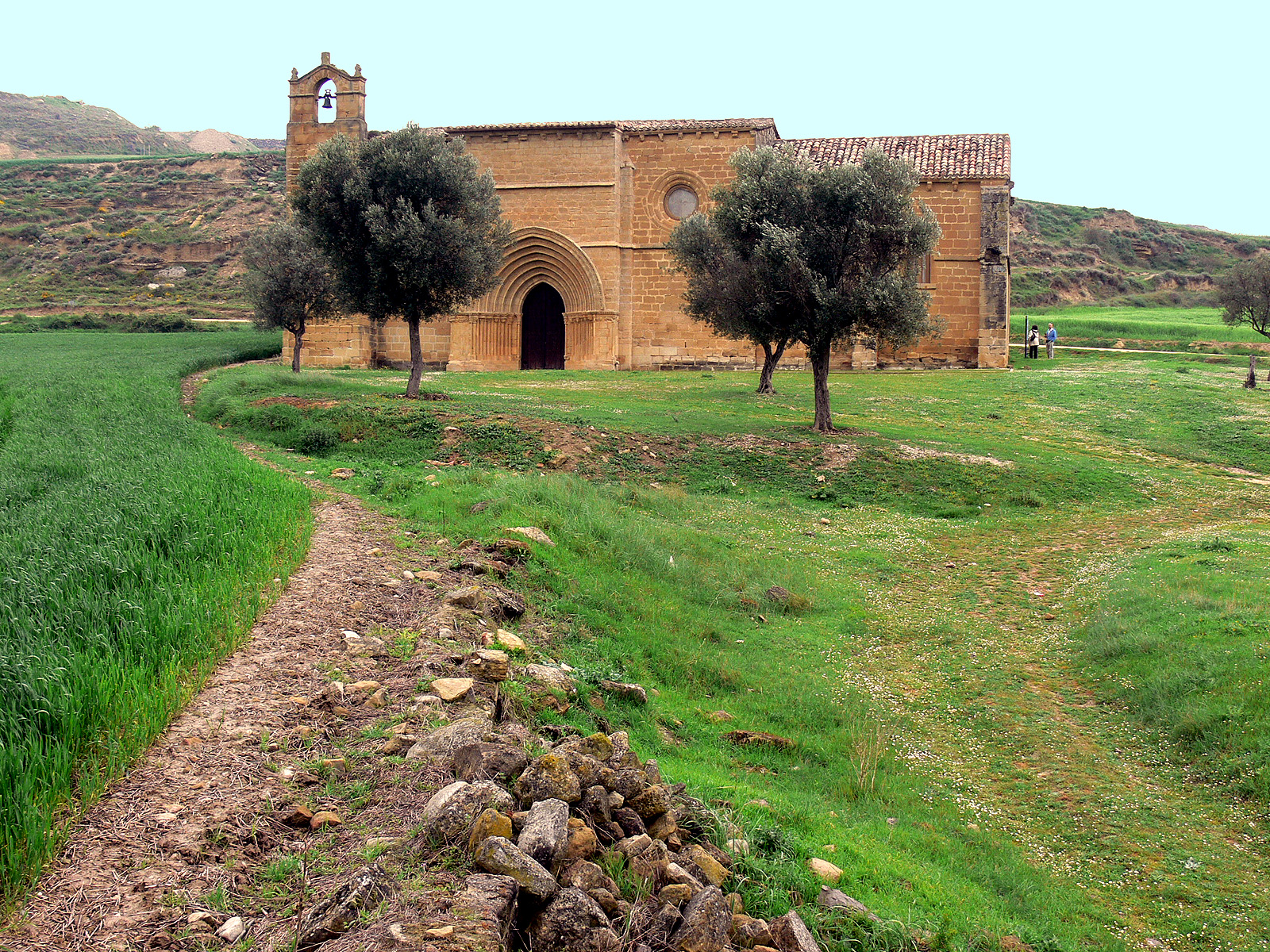
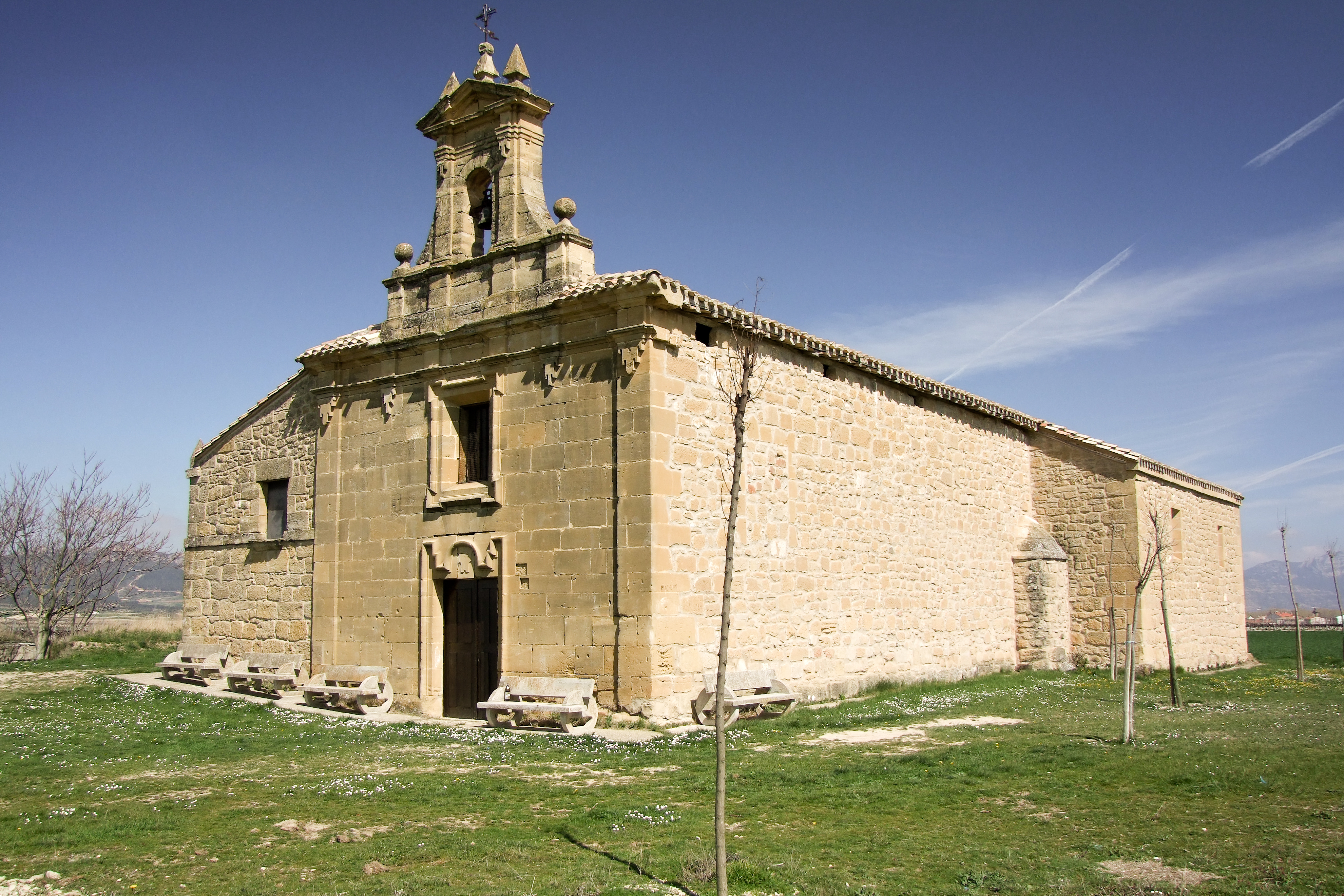

Bron: INE, 1857-2011: volkstellingen